# Roza Papo
Roza Papo (ur. 6 lutego 1914 w Sarajewie, zm. 25 lutego 1984 w Belgradzie) – jugosłowiańska lekarka i generał Jugosłowiańskiej Armii Ludowej, pochodzenia żydowskiego.

## Życiorys
Urodziła się w rodzinie żydowskiej w Sarajewie. Jej matką była Mirjama Abinun, córka rabina Salomona Abinuna z Gračanicy. Roza Papo studiowała medycynę w Zagrzebiu. Po ukończeniu studiów w 1939 pracowała w szpitalach w Sarajewie, Begow Hanie i Olovie. Po niemieckiej agresji na Jugosławię w 1941 r. jej rodzice trafili do obozu koncentracyjnego w Jasenovacu, ona zaś przyłączyła się do oddziału partyzanckiego Todora Vujasinovicia. W marcu 1942 związała się z Komunistyczną Partią Jugosławii. Należała do grona bliskich współpracowników Josipa Broza Tity, zajmując się tworzeniem i utrzymaniem partyzanckich szpitali polowych. W 1942 roku w czasie bitwy o Ozren została raniona w twarz odłamkiem bomby lotniczej. W 1943 roku otrzymała awans na kapitana, a w 1945 roku na majora.
W czasie wojny zginęła cała jej rodzina, zamordowana w obozach koncentracyjnych. Po wojnie mieszkała w hotelu w Sarajewie, skąd przeniosła się do Belgradu, gdzie rozpoczęła specjalizację w zakresie epidemiologii – początkowo w Belgradzie, a następnie w Paryżu i Leningradzie. Pozostawała w służbie wojskowej, od 1965 roku pracowała jako profesor Wojskowej Akademii Medycznej, kierując katedrą chorób zakaźnych. Według jugosłowiańskiej encyklopedii wojskowej pełniła także urząd rektora Wojskowej Akademii Medycznej. W 1973 roku otrzymała awans na stopień generała majora. Była prawdopodobnie pierwszą kobietą na Bałkanach, która uzyskała stopień generalski.
Otrzymała szereg odznaczeń wojskowych, w tym Order Braterstwa i Jedności, a także Medal Partyzancki.
Była zamężna, miała dwoje dzieci. Zmarła w lutym 1984 roku w Belgradzie.

## Awanse służbowe
- 1943 – kapitan
- 1945 – major
- 1973 – generał major